# Maków (Słowacja)
Maków (słow. Makov, węg. Trencsénmakó) – wieś i gmina (obec) w powiecie Czadca, kraju żylińskim, w północnej Słowacji. Pierwsza pisemna wzmianka o miejscowości pochodzi z roku 1720.

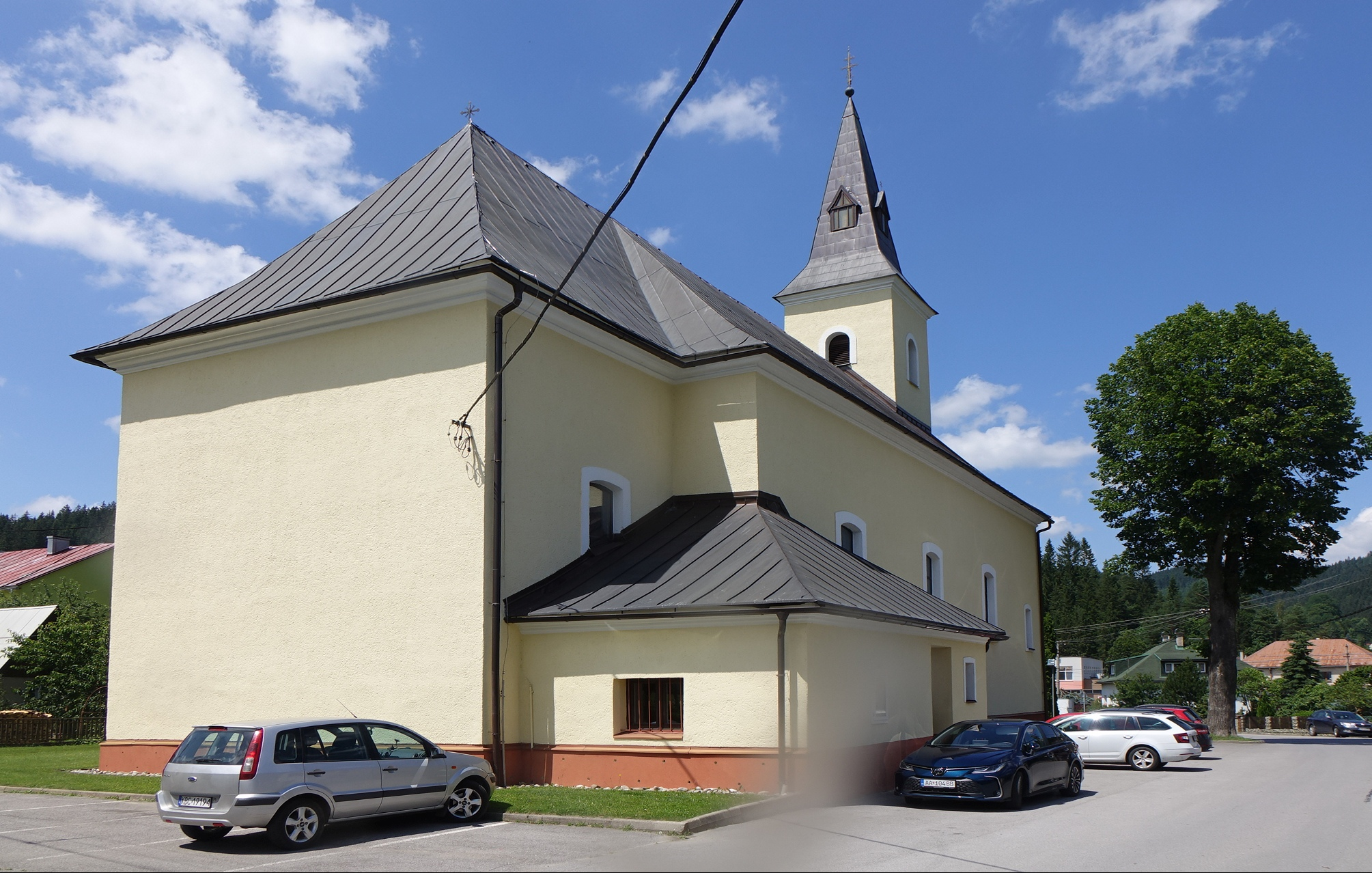
Kościół